# 몬드라곤 협동조합

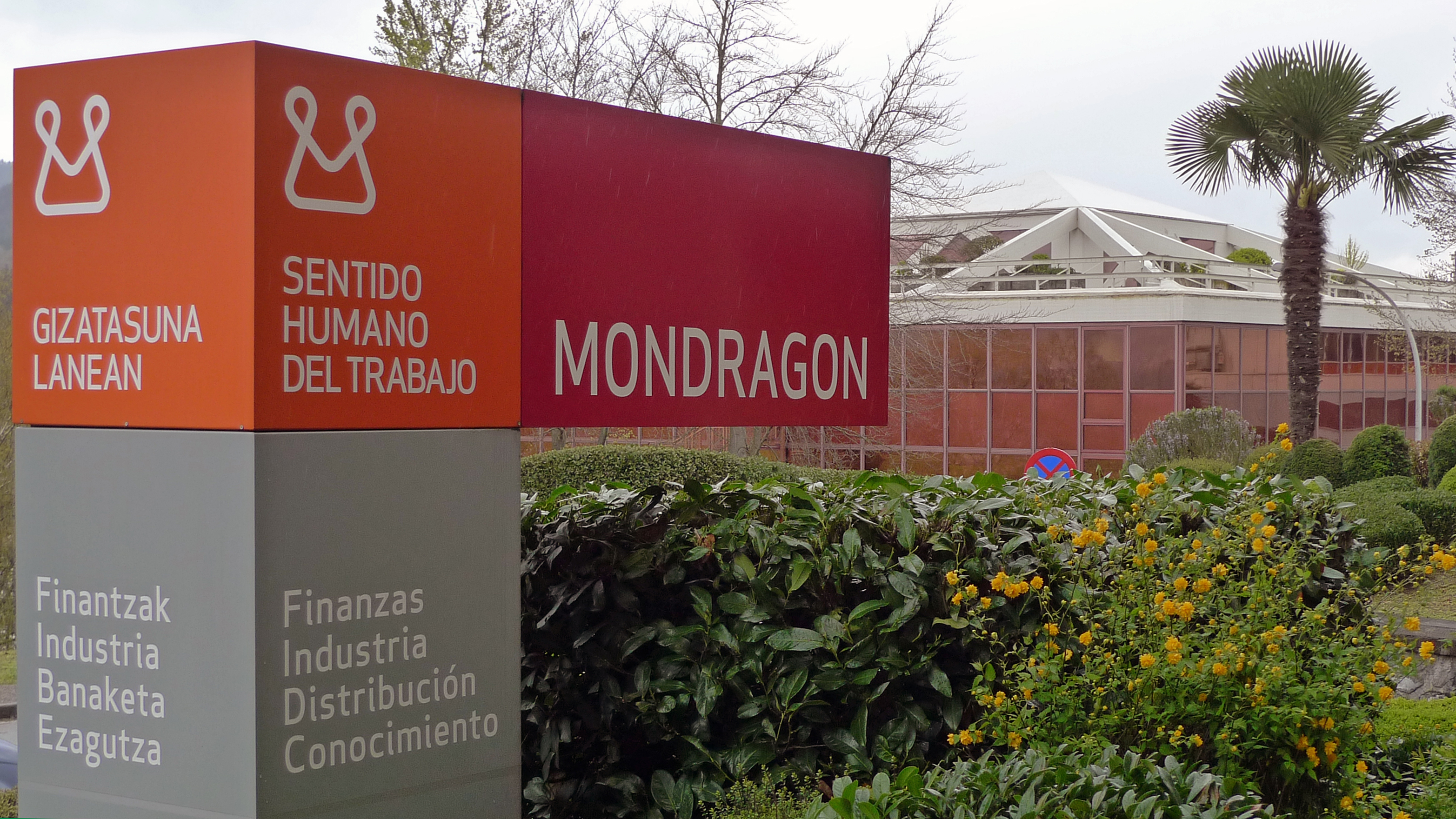

몬드라곤 협동조합, 몬드라곤 코퍼레이션(Mondragon Corporation)은 스페인의 바스크에 위치한 코퍼레이션이자 노동자 협동조합이다.
1956년 4월 14일, José María Arizmendiarrieta와 그가 설립한 기술 칼리지의 학생들에 의해 아라사테에서 설립되었다. 첫 번째 제품은 파라핀 히터였다.
자산 회전율 면에서 스페인에서 7번째로 큰 기업이며 바스크주의 주도적인 비즈니스 그룹이다. 2016년 말 기준으로 다음의 4개 활동 부문에서 257개 기업과 단체에서 74,117명의 직원을 보유하고 있다: 금융, 산업, 소매, 지식.

## 같이 보기
- 노동자 자주 경영